# Nick Heidfeld
Nicklaus ‘Nick’ Heidfeld (Mönchengladbach, 10. svibnja 1977.) je njemački vozač automobilističkih utrka, od 2012. godine član tima Rebellion Racing u svjetskom prvenstvu World Endurance Championship-a (WEC), utrka prototipova.

### Potpuni popis rezultata u Formuli 1
Utrke označene debelim slovima označuju najbolju startnu poziciju, a utrke označene kosim slovima označuju najbrži krug utrke.
| Godina | Momčad                      | Šasija           | Motor                      | Gume | 1.      | 2.      | 3.      | 4.      | 5.      | 6.      | 7.      | 8.      | 9.      | 10.     | 11.     | 12.     | 13.     | 14.     | 15.     | 16.     | 17.     | 18.     | 19.    | Bodovi | Poredak |
| ------ | --------------------------- | ---------------- | -------------------------- | ---- | ------- | ------- | ------- | ------- | ------- | ------- | ------- | ------- | ------- | ------- | ------- | ------- | ------- | ------- | ------- | ------- | ------- | ------- | ------ | ------ | ------- |
| 2000.  | Gauloises Prost Peugeot     | Prost AP03       | Peugeot A20 3.0 V10        | B    | AUS 9   | BRA Ret | SMR Ret | VBR Ret | ŠPA 16  | EUR EX  | MON 8   | KAN Ret | FRA 12  | AUT Ret | NJE 12  | MAĐ Ret | BEL Ret | ITA Ret | SAD 9   | JAP Ret | MAL Ret |         |        | 0      | 20.     |
| 2001.  | Sauber Petronas             | Sauber C20       | Petronas 01A 3.0 V10       | B    | AUS 4   | MAL Ret | BRA 3   | SMR 7   | ŠPA 6   | AUT 9   | MON Ret | KAN Ret | EUR Ret | FRA 6   | VBR 6   | NJE Ret | MAĐ 6   | BEL Ret | ITA 11  | SAD 6   | JAP 9   |         |        | 12     | 8.      |
| 2002.  | Sauber Petronas             | Sauber C21       | Petronas 02A 3.0 V10       | B    | AUS Ret | MAL 5   | BRA Ret | SMR 10  | ŠPA 4   | AUT Ret | MON 8   | KAN 12  | EUR 7   | VBR 6   | FRA 7   | NJE 6   | MAĐ 9   | BEL 10  | ITA 10  | SAD 9   | JAP 7   |         |        | 7      | 10.     |
| 2003.  | Sauber Petronas             | Sauber C22       | Petronas 03A 3.0 V10       | B    | AUS Ret | MAL 8   | BRA Ret | SMR 10  | ŠPA 10  | AUT Ret | MON 11  | KAN Ret | EUR 8   | FRA 13  | VBR 17  | NJE 10  | MAĐ 9   | ITA 9   | SAD 5   | JAP 9   |         |         |        | 6      | 14.     |
| 2004.  | Benson & Hedges Jordan Ford | Jordan EJ14      | Ford Cosworth RS-2 3.0 V10 | B    | AUS Ret | MAL Ret | BHR 15  | SMR Ret | ŠPA Ret | MON 7   | EUR 10  | KAN 8   | SAD Ret | FRA 16  | VBR 15  | NJE Ret | MAĐ 12  | BEL 11  | ITA 14  | KIN 13  | JAP 13  | BRA Ret |        | 3      | 18.     |
| 2005.  | BMW Williams F1 Team        | Williams FW27    | BMW P84/5 3.0 V10          | B    | AUS Ret | MAL 3   | BHR Ret | SMR 6   | ŠPA 10  | MON 2   | EUR 2   | KAN Ret | SAD DNS | FRA 14  | VBR 12  | NJE 11  | MAĐ 6   | TUR Ret | ITA PO  | BEL     | BRA     | JAP     | KIN    | 28     | 11.     |
| 2006.  | BMW Sauber F1 Team          | BMW Sauber F1.06 | BMW P86 2.4 V8             | B    | BHR 12  | MAL Ret | AUS 4   | SMR 13  | EUR 10  | ŠPA 8   | MON 7   | VBR 7   | KAN 7   | SAD Ret | FRA 8   | NJE Ret | MAĐ 3   | TUR 14  | ITA 8   | KIN 7   | JAP 8   | BRA 17  |        | 23     | 9.      |
| 2007.  | BMW Sauber F1 Team          | BMW Sauber F1.07 | BMW P86/7 2.4 V8           | B    | AUS 4   | MAL 4   | BHR 4   | ŠPA Ret | MON 6   | KAN 2   | SAD Ret | FRA 5   | VBR 6   | EUR 6   | MAĐ 3   | TUR 4   | ITA 4   | BEL 5   | JAP 14  | KIN 7   | BRA 6   |         |        | 61     | 5.      |
| 2008.  | BMW Sauber F1 Team          | BMW Sauber F1.08 | BMW P86/8 2.4 V8           | B    | AUS 2   | MAL 6   | BHR 4   | ŠPA 9   | TUR 5   | MON 14  | KAN 2   | FRA 13  | VBR 2   | NJE 4   | MAĐ 10  | EUR 9   | BEL 2   | ITA 5   | SIN 6   | JAP 9   | KIN 5   | BRA 10  |        | 60     | 6.      |
| 2009.  | BMW Sauber F1 Team          | BMW Sauber F1.09 | BMW P86/9 2.4 V8           | B    | AUS 10  | MAL 2‡  | KIN 12  | BHR 19  | ŠPA 7   | MON 11  | TUR 11  | VBR 15  | NJE 10  | MAĐ 11  | EUR 11  | BEL 5   | ITA 7   | SIN Ret | JAP 6   | BRA Ret | ABU 5   |         |        | 19     | 13.     |
| 2010.  | BMW Sauber F1 Team          | Sauber C29       | Ferrari Type 056 2.4 V8    | B    | BHR     | AUS     | MAL     | KIN     | ŠPA     | MON     | TUR     | KAN     | EUR     | VBR     | NJE     | MAĐ     | BEL     | ITA     | SIN Ret | JAP 8   | KOR 9   | BRA 17  | ABU 11 | 6      | 18.     |
| 2011.  | Lotus Renault GP            | Renault R31      | Renault RS27-2011 2.4 V8   | P    | AUS 12  | MAL 3   | KIN 12  | TUR 7   | ŠPA 8   | MON 8   | KAN Ret | EUR 10  | VBR 8   | NJE Ret | MAĐ Ret | BEL     | ITA     | SIN     | JAP     | KOR     | IND     | ABU     | BRA    | 34     | 11.     |

- ‡ Dodijeljeno pola bodova zbog neodvežene utrke s minimalnom distancom od 75% dužine ukupne utrke.

### Potpuni popis WEC rezultata
| Godina | Momčad           | Klasa | Šasija                      | Motor                    | 1.     | 2.    | 3.     | 4.    | 5.     | 6.    | 7.    | 8.    | Bodovi | Poredak |
| ------ | ---------------- | ----- | --------------------------- | ------------------------ | ------ | ----- | ------ | ----- | ------ | ----- | ----- | ----- | ------ | ------- |
| 2012.  | Rebellion Racing | LMP1  | Lola B12/60                 | Toyota (RV8KLM 3.4 L V8) | SEB 17 | SPA 5 | LMS 3  | SIL   | SAO    | BHR   | FUJ   | SHA   | 42.5   | 14      |
| 2013.  | Rebellion Racing | LMP1  | Lola B12/60                 | Toyota (RV8KLM 3.4 L V8) | SIL 5  | SPA 5 | LMS 20 | SAO 3 | COA 4  | FUJ   | SHA   | BHR   | 48     | 8.      |
| 2014.  | Rebellion Racing | LMP1  | Lola B12/60 Rebellion R-One | Toyota (RV8KLM 3.4 L V8) | SIL 4  | SPA 7 | LMS 4  | COA 7 | FUJ 12 | SHA 7 | BHR 7 | SAO 8 | 64.5   | 10.     |
| 2015.  | Rebellion Racing | LMP1  | Rebellion R-One             | AER (P60 2.4 L V6 Turbo) | SIL    | SPA   | LMS 23 | NÜR   | COA    | FUJ   | SHA   | BHR   | 1      | 22.     |